# 弗蘭基球場
弗蘭基球場（義大利語：Stadio Artemio Franchi）是位於意大利佛羅倫薩市的一座足球場。弗蘭基球場現在是意甲球隊佛羅倫薩足球俱樂部的主場球場。
弗蘭基球場建於1931年，可容納47282名觀眾。球場的設計者是皮尔·路易吉·奈爾維。球場最初的名字是市立球場，在1991年，為紀念意大利足協和UEFA前主席阿特米奧·弗蘭基而改名為弗蘭基球場。
弗蘭基球場是1990年世界杯足球賽的舉辦場地之一，共舉辦了包括半決賽在內的四場比賽。為此球場進行了翻修，包括移走跑道及增加座位數。佛羅倫薩市政府現有意將該球場改建為可容納4萬人的足球專用球場。
球場的最大上座記錄是58271人，是在1984年11月25日的一場佛羅倫薩對國際米蘭的意甲比賽中創下的。